# Fritz Rehn

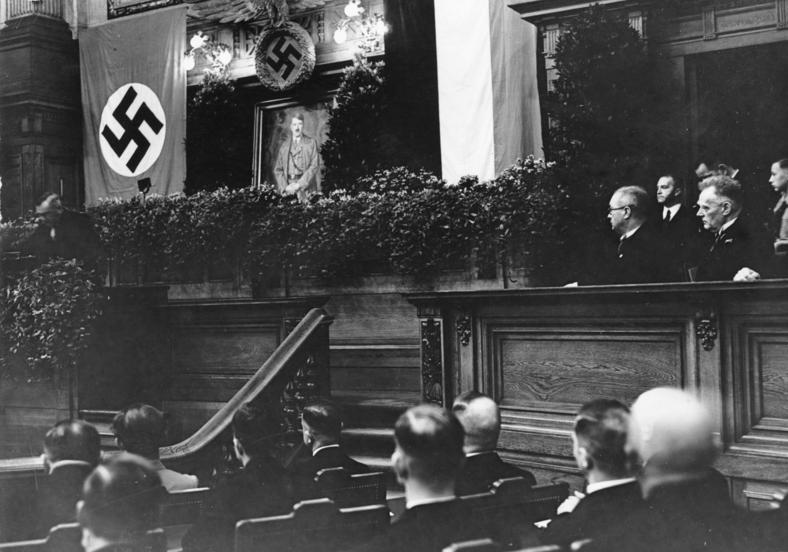
Rehn bei der feierlichen Eröffnung des Volksgerichtshofs 1934 (auf der Empore links)

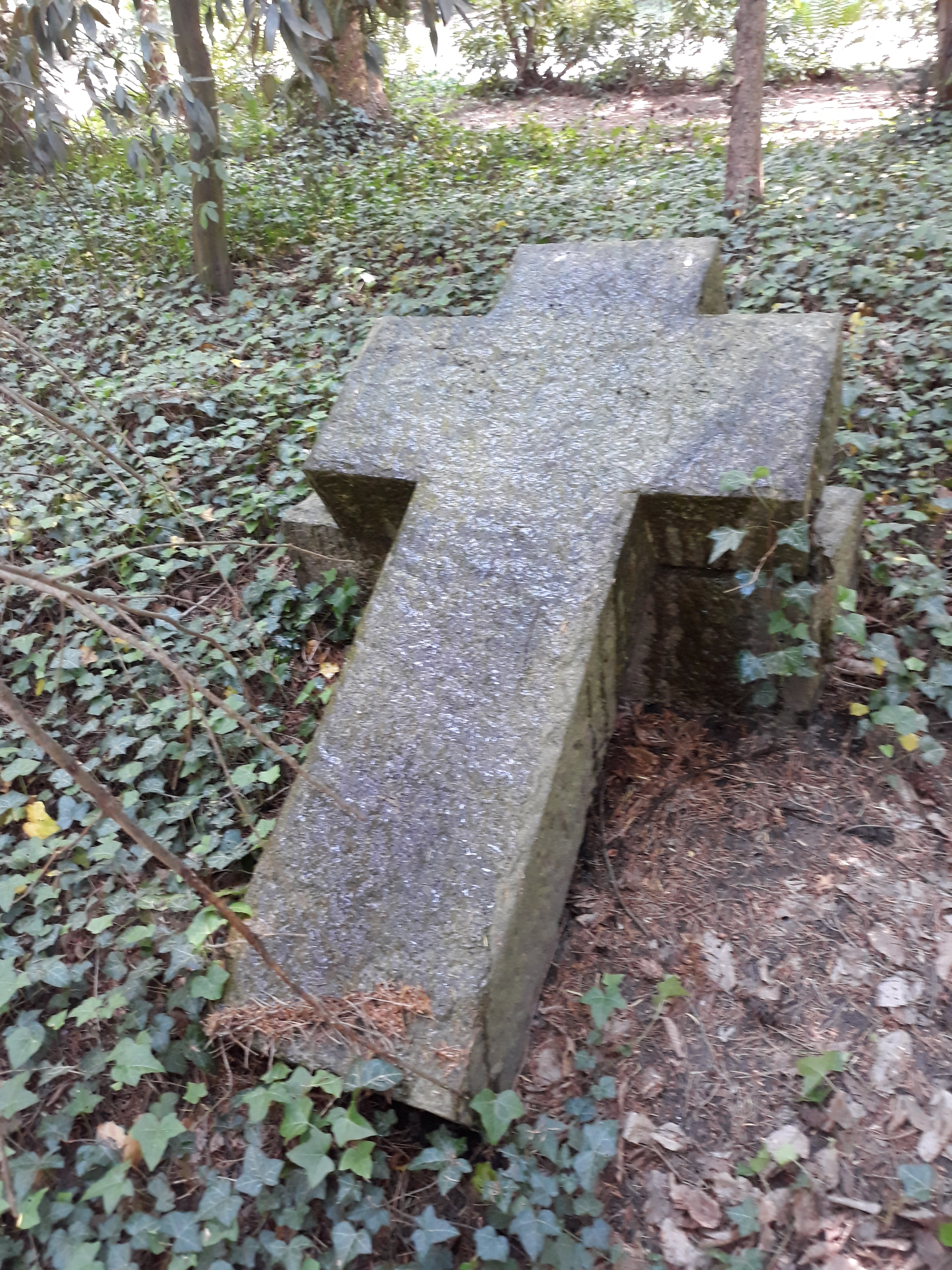
Das Grab von Fritz Rehn auf dem Parkfriedhof Lichterfelde

Fritz Rehn (* 3. August 1874 in Hersfeld; † 18. September 1934 in Berlin) war ein deutscher Jurist, Richter und der erste Präsident des Volksgerichtshofs. 

## Leben
Am 1. Juli 1901 wurde er zum Gerichtsassessor ernannt und am 1. April 1905 wurde er Landgerichtsrat in Bochum. In gleicher Eigenschaft wurde er 1913 an das Landgericht Koblenz versetzt. 1920 wurde er Landesgerichtsdirektor und in dieser Eigenschaft nach Berlin an das frühere Landesgericht I versetzt. Im März 1933 wurde er zum Vorsitzenden des neu ernannten Sondergerichts am Kammergerichtsbezirk Berlin. Seine Ernennung zum Senatspräsidenten beim Kammergericht erhielt er im Juni 1934.
Mit der Eröffnung des Volksgerichtshofs am 1. Juli 1934 wurde er zum Präsidenten dieses Gerichts ernannt und übernahm zugleich den Vorsitz im Ersten Senat dieses Gerichtshofs. Wenige Wochen nach seiner Ernennung starb er an einem Gallenleiden. Wilhelm Bruner wird geschäftsführender Präsident des Volksgerichtshofes.

## Schriften
- Die Entwicklung des Wucherrechts im deutschen Recht mit Berücksichtigung der wuchergesetzlichen Bestimmungen im Bürgerlichen Gesetzbuch. Cottbus : A. Heine, 1898 Erlangen, Univ., Diss., 1898